# Cosmo Gordon
Cosmo George Gordon, 3e duc de Gordon (27 avril 1720 - 5 août 1752), titré marquis de Huntly jusqu'en 1728, est un pair écossais.

## Biographie
Il est le fils d'Alexander Gordon (2e duc de Gordon) et est nommé d'après l'ami Jacobite de son père, Cosme III de Médicis. Il siège à la Chambre des lords en tant que représentant écossais de 1747 à 1752. En 1748, il est fait chevalier du chardon.
Il épouse Catherine Gordon (1718 – 10 décembre 1779), fille de William Gordon (2e comte d'Aberdeen), le 3 septembre 1741. Ils ont trois fils et trois filles.
- Alexander Gordon (4e duc de Gordon) (1743 - 1827)
- William Gordon (1744 - 1823)
- George Gordon (1751 - 1793), qui donne son nom aux Gordon Riots
- Susan Gordon (vers 1752-1814), épouse d'abord John Fane (9e comte de Westmorland), et ensuite, le colonel John Woodford
- Anne Gordon (16 mars 1748 - 7 juin 1816)
- Catherine Gordon (26 janvier 1751 - 3 janvier 1797)